# Флорешть (Скерішоара, Алба)
Флорешть, Флорешті (рум. Florești) — село у повіті Алба в Румунії. Входить до складу комуни Скерішоара.
Село розташоване на відстані 334 км на північний захід від Бухареста, 66 км на північний захід від Алба-Юлії, 65 км на південний захід від Клуж-Напоки, 149 км на північний схід від Тімішоари.

## Населення
За даними перепису населення 2002 року у селі проживали 37 осіб, усі — румуни. Усі жителі села рідною мовою назвали румунську.